# Wer einmal stirbt dem glaubt man nicht
Wer einmal stirbt dem glaubt man nicht (Arbeitstitel: Blöd gelaufen – Danke für den Abschied) ist ein deutscher Fernsehfilm aus dem Jahr 2020 von Dirk Kummer mit Julia Koschitz, Heino Ferch, Roman Knižka und Sabine Waibel. Premiere der Filmkomödie war am 30. Oktober 2020 im Rahmen der 42. Biberacher Filmfestspiele. Die Erstausstrahlung erfolgte im Ersten am 24. April 2021. Der Film wurde vorab in der ARD Mediathek veröffentlicht.

## Handlung
Clara ist eine verschnupfte und deswegen vorübergehend erfolglose Parfümeurin, die ansonsten ihr Leben mit Zielorientiertheit und Pragmatismus meistert. Ulf ist ein Frauenversteher und erfolgreicher Bestsellerautor mit zwei linken Händen, der seit dem Tod seiner Frau unter einer Schreibblockade leidet. Die beiden verbindet die Trauer über ihre jeweils kürzlich verstorbenen Lebenspartner. Allerdings war in beiden Fällen der Leichnam nicht auffindbar, weder wurde jener von Claras Ehemann Enno gefunden, der in Tirol vor drei Monaten in eine Gletscherspalte gestürzt sein soll, noch der von Ulfs Frau Anke, deren Auto und Kleidung zwei Tage später am Meeresstrand gefunden wurden.
Beim Versuch, die beiden für tot erklären zu lassen, um endlich abschließen und loslassen zu können, lernen sich Clara und Ulf auf einem Amt in Hamburg kennen. Clara entdeckt in Ulfs Wohnung ein Foto, auf dem sowohl Anke als auch Enno abgebildet sind und vertraut wirken. Ulf vermutet zunächst, dass die beiden ein Verhältnis hatten und aus schlechtem Gewissen Suizid begangen haben. Tatsächlich sind Anke und Enno aber noch am Leben, die beiden kennen sich seit einiger Zeit und wollten sich mit ihrem vorgetäuschten Tod und einem größeren Geldbetrag ins Ausland absetzen.
Nachdem Ulf auf Ankes Farewell-Party Axel Fliedermann kennenlernt und erfährt, dass Enno Prokurist in der Wirtschaftskanzlei von Fliedermann war, der wiederum alle Konten bei der Bank von Anke hatte, glaubt Ulf nicht mehr an einen Zufall und beginnt, Nachforschungen anzustellen. Von Leyla, einer Kollegin von Anke, erfährt Ulf, dass Anke der Kanzlei von Enno und Axel geholfen hat, Geld auf die Seite zu schaffen. Leyla vermutet, dass Ankes Aktivitäten bald aufgeflogen wären und sie möglicherweise deshalb Suizid begangen hat. Clara findet über den Browserverlauf heraus, dass sich Enno für Länder ohne Auslieferungsabkommen mit Deutschland und die Dominikanische Republik interessiert hat.
Ralf Petersen, von dessen Treuhandkonto rund 1,5 Millionen verschwunden sind, macht Druck auf Fliedermann, dessen Kanzlei Mandanten vertritt, denen Steuerhinterziehung oder Geldwäsche vorgeworfen wird. Fliedermann äußert gegenüber Clara den Verdacht, dass Anke die Aktivitäten von Enno gedeckt hat und die beiden noch am Leben sind. Er möchte jedoch nicht damit zur Polizei gehen, weil er befürchtet, dass ihm dann niemand mehr Geld anvertrauen würde. Weil Enno das veruntreute Geld verloren hat, sitzen Enno und Anke in Hamburg fest. Die beiden planen, in das Haus von Ulf einzusteigen. Insgeheim organisiert Anke für sich allein eine Reise nach Dubai.
Beim Einbruch von Anke in Ulfs Wohnung wird sie auf frischer Tat von ihm ertappt. Enno dagegen taucht bei Clara auf. Nach einer Aussprache zwischen den beiden früheren Paaren trennen sich diese endgültig. Während eines Streits zwischen Anke und Enno wird das Boot, auf dem sich die beiden befinden, von Petersens Leuten in Brand gesetzt; Anke und Enno werden danach für tot erklärt.

## Produktion und Hintergrund
Die Dreharbeiten fanden ab dem 3. März 2020 statt. Ursprünglich waren sie bis Ende März 2020 vorgesehen, aufgrund der COVID-19-Pandemie wurden sie aber unterbrochen und im Juni 2020 fortgesetzt. Gedreht wurde in Hamburg und Umgebung.
Produziert wurde der Film von der Letterbox Filmproduktion (Produzentin Sabine Timmermann) im Auftrag der ARD Degeto für Das Erste.
Die Kamera führte Mathias Neumann. Für das Kostümbild zeichnete Ulé Barcelos verantwortlich, für das Szenenbild Florian Langmaack, für den Ton Thorsten Schröder und Torsten Többen und für das Casting Anja Dihrberg.

## Rezeption
Rainer Tittelbach vergab auf tittelbach.tv 4,5 von 6 Sternen und bezeichnete den Film als flüssig elegant inszenierte Beziehungskomödie, die mit einer vordergründig wild geplotteten Geschichte punkte. Die Möglichkeiten des Scheiterns einer Liebesbeziehung würden auf kluge Weise in den B-Plot eingeschrieben.
Eric Leimann befand im Weser-Kurier, dass alles, was das spielfreudige Liebes-Quartett hier aufs filmische Parkett zaubere, stilisiert und in Sachen Humor reichlich überhöht sei. Andererseits würden einige spannende Themen des intimen menschlichen Zusammenseins verhandelt. Eine gewisse Qualität habe das künstliche Narrenstück über seine verdrechselten Dialoge und guten Schauspieler allemal.
Der Film wurde am 24. April 2021 um 20.15 Uhr im Ersten ausgestrahlt und erreichte den Tagessieg mit 6,12 Millionen Zuschauern und einer Quote von 19,7 %. Felix Maier schrieb im Primetime-Check: „Alles andere als gewöhnlich ist an dieser Stelle das Ergebnis, denn der Krimi aus dem ZDF sollte das Nachsehen haben.“ (Sowohl bei den Gesamtzuschauern ab 3 Jahren als auch bei der jüngeren Zielgruppe.)